# José Pereira Viana
José Pereira Viana, segundo barão da Soledade ComC (Pernambuco, 19 de março de 1841 – 27 de fevereiro de 1910) foi um negociante brasileiro.

## Biografia
Filho do comendador José Pereira Viana e de Rita de Cássia. Casou-se com Teresa Portela de Sousa Leão, filha de Inácio Joaquim de Sousa Leão, barão de Sousa Leão.
Recebeu os graus de oficial da Imperial Ordem da Rosa e de comendador da Ordem de Cristo.